# Michael Buskermolen
Michael Buskermolen (Leimuiden, 2 maart 1972) is een Nederlands oud-profvoetballer die zijn hele carrière in het shirt van AZ heeft gespeeld. Hij heeft 399 wedstrijden op zijn naam staan en daarmee ook de meeste in de historie van AZ.
Buskermolen begon bij amateurvereniging RKDES en in het seizoen 1990/1991 debuteerde hij voor AZ, de club waar hij in 2005 aan zijn 16e seizoen begon. De middenvelder promoveerde tweemaal met AZ naar de Eredivisie. In het seizoen 2004/2005 bereikten Buskermolen en AZ Europees voetbal. De club wist uiteindelijk door te dringen tot de halve finale van de UEFA Cup.
In het daaropvolgend seizoen (2005/2006) komt hij onder de nieuwe trainer Louis van Gaal nauwelijks nog aan spelen toe. Begin januari 2006 maakte hij bekend aan het eind van het seizoen te stoppen met voetballen. Op 12 maart maakte hij bekend er abrupt een eind aan te maken. Buskermolen mocht steeds vaker op de tribune plaatsnemen en voor de wedstrijden in het tweede elftal van AZ kon hij de motivatie niet meer opbrengen. Mister AZ, zoals hij ook wel genoemd wordt, trainde vanaf seizoen 2006/2007 het jeugdelftal B1 van AZ. In 2015 stopte hij als jeugdtrainer bij AZ,en is sindsdien sport en bootcamp instructeur.

## Clubstatistieken
| Seizoen | Club       | Land      | Competitie     | Duels | Goals |
| ------- | ---------- | --------- | -------------- | ----- | ----- |
| 1990/91 | AZ Alkmaar | Nederland | Eerste divisie | 10    | 2     |
| 1991/92 | AZ Alkmaar | Nederland | Eerste divisie | 25    | 4     |
| 1992/93 | AZ Alkmaar | Nederland | Eerste divisie | 32    | 3     |
| 1993/94 | AZ Alkmaar | Nederland | Eerste divisie | 33    | 8     |
| 1994/95 | AZ Alkmaar | Nederland | Eerste divisie | 31    | 2     |
| 1995/96 | AZ Alkmaar | Nederland | Eerste divisie | 33    | 9     |
| 1996/97 | AZ Alkmaar | Nederland | Eredivisie     | 5     | 0     |
| 1997/98 | AZ Alkmaar | Nederland | Eerste divisie | 34    | 3     |
| 1998/99 | AZ Alkmaar | Nederland | Eredivisie     | 34    | 5     |
| 1999/00 | AZ Alkmaar | Nederland | Eredivisie     | 20    | 2     |
| 2000/01 | AZ Alkmaar | Nederland | Eredivisie     | 26    | 1     |
| 2001/02 | AZ Alkmaar | Nederland | Eredivisie     | 30    | 1     |
| 2002/03 | AZ Alkmaar | Nederland | Eredivisie     | 27    | 6     |
| 2003/04 | AZ Alkmaar | Nederland | Eredivisie     | 30    | 4     |
| 2004/05 | AZ Alkmaar | Nederland | Eredivisie     | 23    | 2     |
| 2005/06 | AZ Alkmaar | Nederland | Eredivisie     | 6     | 0     |